# Holte (Adelsgeschlecht)

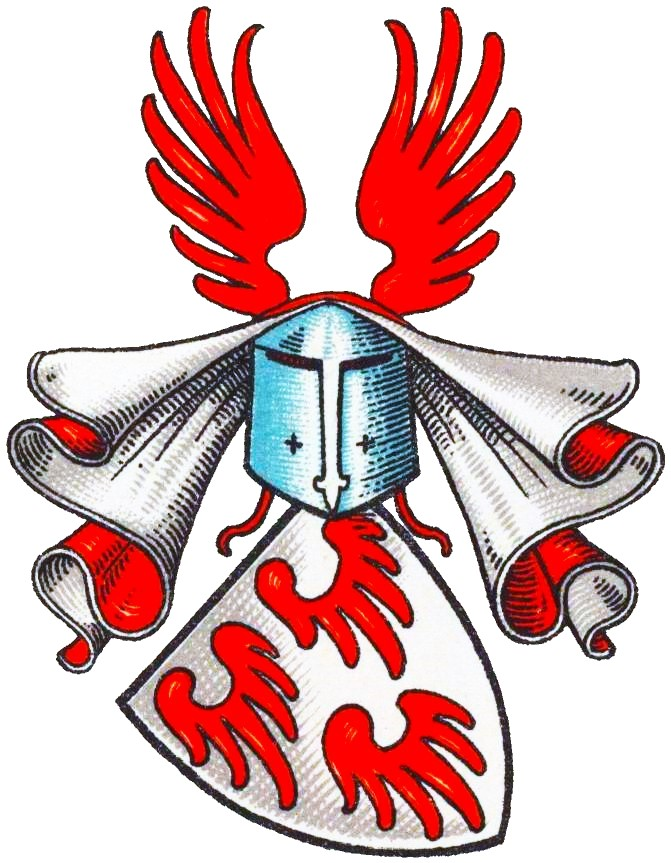
Wappen der Edlen von Holte im Wappenbuch des Westfälischen Adels

Holte ist der Name eines erloschenen westfälisch-niedersächsischen Edelherrengeschlechts.
Die Familie ist von dem nichtverwandten Dortmunder Adelsgeschlecht Holte zu unterscheiden.

## Geschichte
Der Stammsitz des Geschlechts, die Holter Burg, lag in Bissendorf im Bistum Osnabrück. Das Geschlecht erscheint erstmals 1134 mit Wigbold von Holte und seinem Sohn Bernhard (Wichboldus de Holthe et filius ejus Bernhardus), die in der Urkunde unter den nobilis geführt werden. 1151 tritt ein Eberwin von Holte auf. Danach erscheint ein Wicbold von Holte, der drei Kinder hatte: 1237 Adolf nobilis de Holte, Wicbold, Propst, und Hermann von Holte, der mit einer Sophia verheiratet war. Von Adolf stammten Wilkinus und Adolf. Letzterer war mit einer Kunigunde verheiratet. Die hohen Ämter, die Familienmitglieder z. B. als Bischöfe, Domherren und Äbtissinnen besetzten, belegen, dass die Familie im 12. Jahrhundert zum Hochadel gezählt wurde.
Aufgrund einer Fehde mit den Bischöfen von Münster, die möglicherweise Mitte des 12. Jahrhunderts zur Zerstörung des Stammsitzes führte, zogen sich die Herren von Holte zeitweise an den Niederrhein zurück. Dort hatten sie in dem nach ihnen benannten Ort Holten eine Burg, die später zum Kastell Holten ausgebaut wurde. Sie gehörten zu den Gefolgsleuten der Grafen von Berg.
Die Familie erlosch im Mannesstamm um 1450.

## Persönlichkeiten
- Beatrix von Holte (um 1250–1327), Fürstäbtissin des Stifts Essen
- Burchard von Holte († 1118), deutscher Geistlicher, Bischof von Münster
- Hermann von Holte († um 1285), Domherr in Münster
- Hermann I. von Holte († 1253), Abt der Benediktinerabtei Corvey
- Jutta von Holte (Äbtissin, † 1251) († 1251), Äbtissin im Stift Nottuln und im Stift Metelen
- Jutta von Holte (Äbtissin, † 1327) († 1327), Äbtissin im Stift Nottuln
- Ludolf von Holte († 1247), Bischof von Münster
- Ludwig von Holte († um 1294), Domherr in Münster
- Wedekind von Holte († 1313), Domscholaster in Köln und Domherr in verschiedenen Bistümern
- Wigbold von Holte († 1304), Erzbischof von Köln
- Wilhelm von Holte (Dompropst) († 1241), deutscher Geistlicher, Dompropst von Münster
- Wilhelm von Holte (Domherr) (* im 13. Jahrhundert; † im 13. Jahrhundert) war Domherr in Münster
- Wilhelm I. von Holte († 1260), deutscher Geistlicher, Bischof von Münster

## Wappen
- Blasonierung: In Silber drei (2:1) hängende rote Flügel. Auf dem Helm mit rot-silbernen Helmdecken ein offener roter Flug.[1]

## Edelherren von Holte vs. Holte-Linie der Grafen von Berg
Anton Fahne vermutete fälschlicherweise, dass auch Adolf von Holte († 1260), verheiratet mit Elisabeth von Arnsberg († nach 1260), und dessen Kinder, u. a. Mechthild von Holte, verheiratet mit Gerhard von Arenberg, Burggraf zu Köln, zu den hier behandelten Edelherren von Holte zählen. Dem widersprach u. a. der Historiker Heinrich Leo. Richtigerweise gehören Adolf von Holte und dessen Nachkommen zum Zweig Altena-Isenberg-Limburg des Grafengeschlechts Berg.